# Ford Ka
El Ford Ka es un automóvil de turismo del segmento A comercializado por el fabricante estadounidense Ford Motor Company para el mercado europeo desde  1996 hasta 2021, y al año siguiente para el latinoamericano. El Ka es el modelo más pequeño de la línea europea de Ford, orientado al público más joven que precisa un vehículo para transportarse por la ciudad. Es un cuatro plazas con motor delantero transversal y tracción delantera.

## Primera generación (1996-2008)
En 1991, Ford Europa encargó su diseñador estrella a los dos lados del Atlántico, Claude Lobo, un francés que se desempeñó en Ford durante 32 años, un diseño para un turismo del segmento A, que se posicionase por debajo del Ford Fiesta y se enfrentase al Fiat Cinquecento, el Peugeot 106 y el Renault Twingo. Fue uno de los primeros modelos de Ford en incorporar el diseño "New Edge", con curvas pronunciadas y ángulos marcados. Está basado en la plataforma del Ford Puma y de la tercera generación del Fiesta. Desde los '70, Ford intentaba distintos proyectos que generaran una carrocería del tipo "Fiesta Coupé". Incluso se probaron versiones recortadas del Fiesta Mki1.
Se ofrecía únicamente con una carrocería hatchback de tres puertas y sólo motores gasolina. En 2003 se lanzó el StreetKa, una versión descapotable de dos plazas con techo de lona del aniversario 10 y 95cv .Un año antes el Ka recibiría un nuevo motor 1.3 de 70cv(Duratec) abandonando el vetusto Endura-e de 60cv,además empezó a incorporar cuentarrevoluciones y cuenta km digital. 

### Motorizaciones
El Ka está disponible con seis motores de gasolina de cuatro cilindros en línea: un Endura-E de 1.3 litros de cilindrada y 60 CV de potencia máxima, un Duratec de 1.3 litros,8 válvulas y 70 CV, un Zetec RoCam de 1.0 litros y 65 CV, un Zetec RoCam de 1.6 litros y 95 CV y un Zetec RoCam de 1.6 litros turbo y 120 CV.

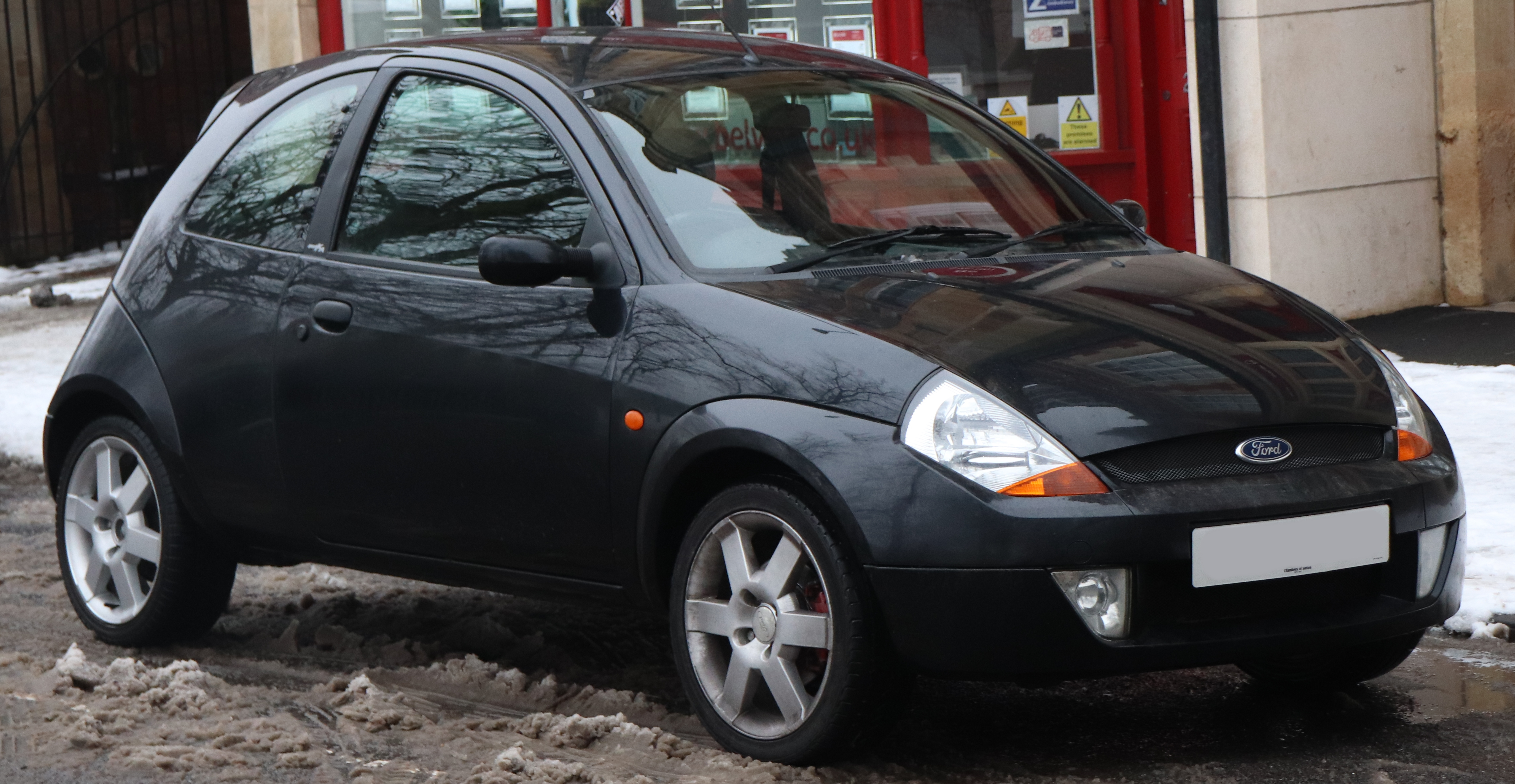
Ford SportKa
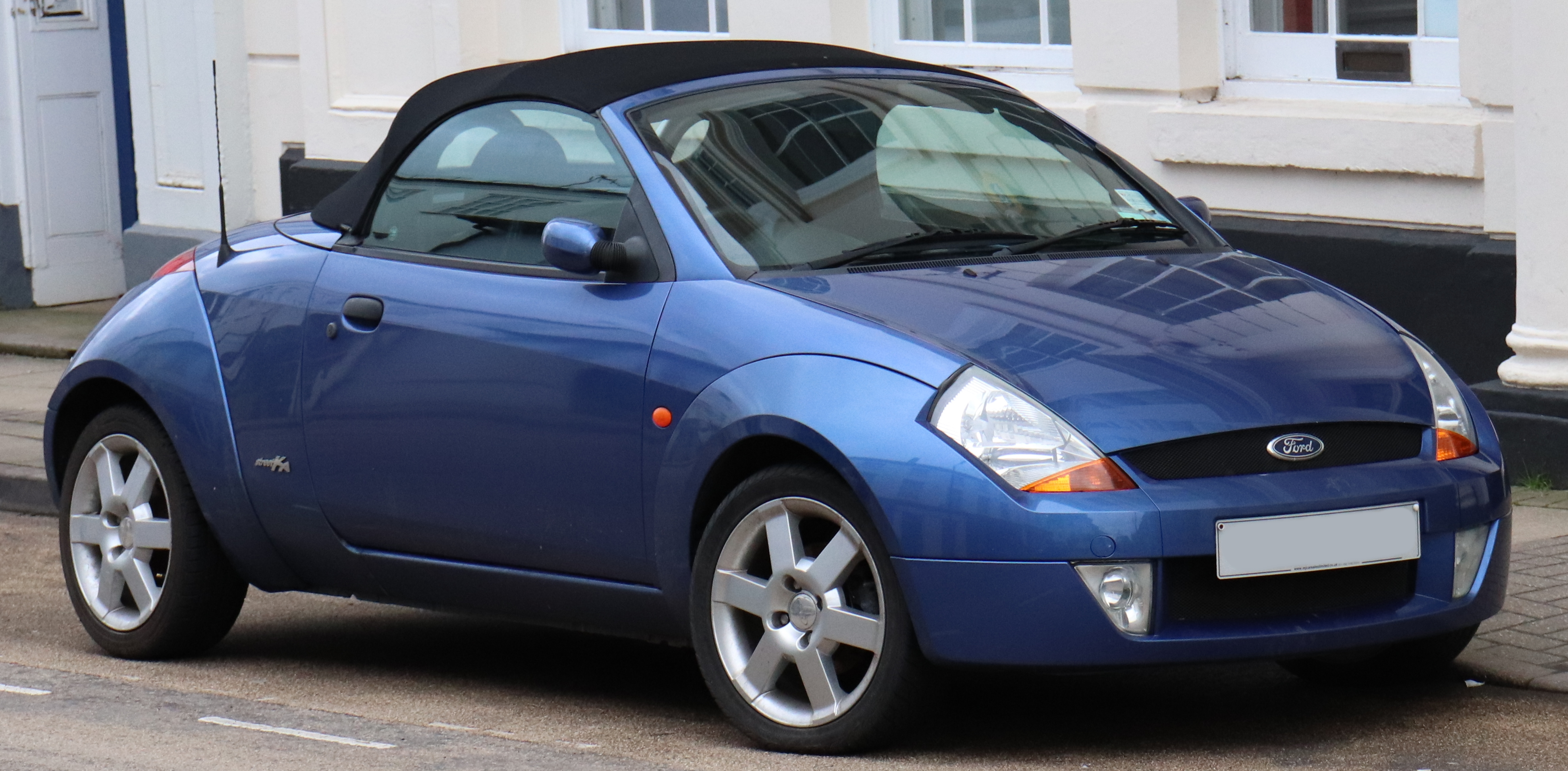
Ford Ka Street vista frontal
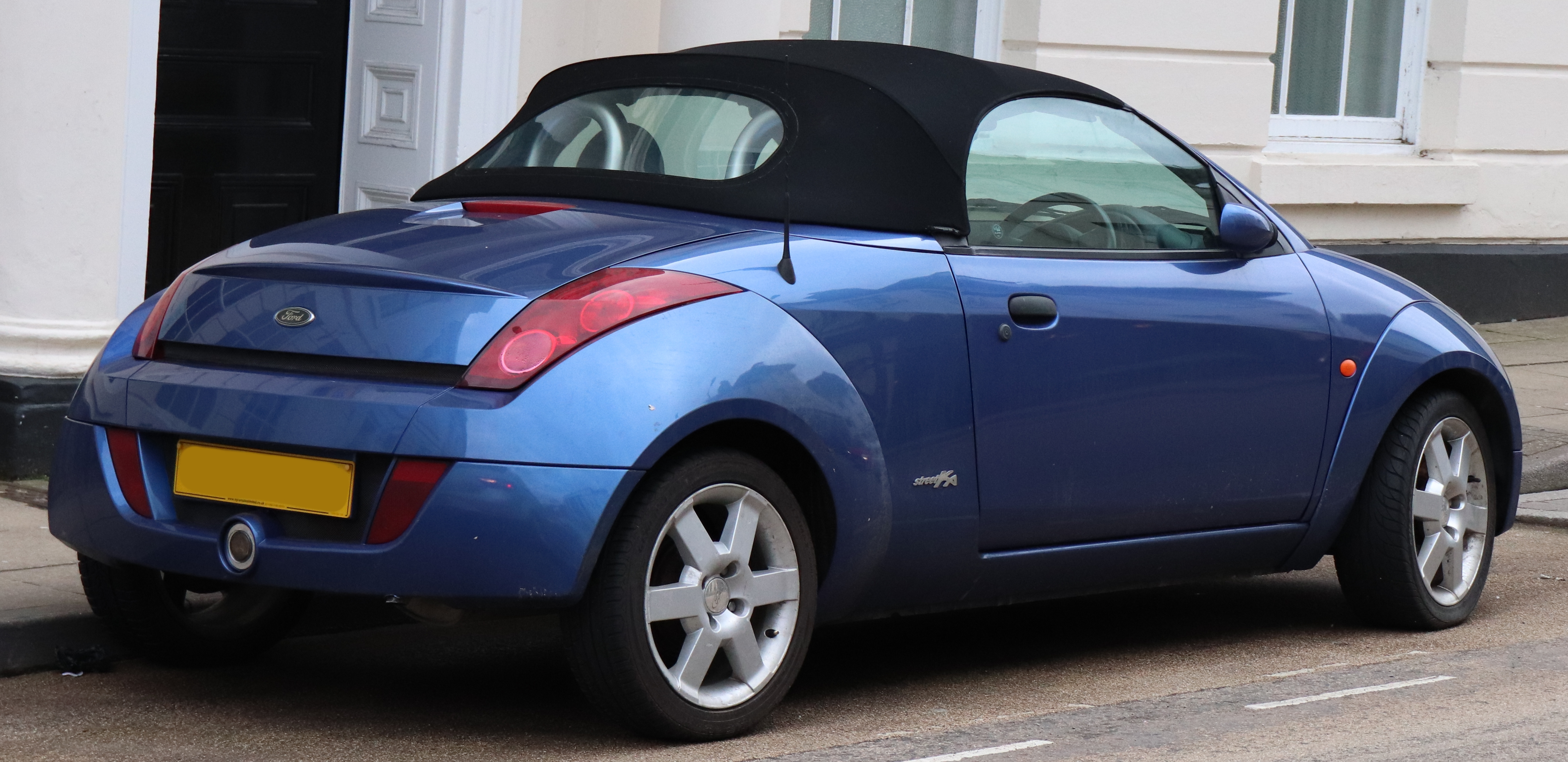
Ford Ka Street vista trasera
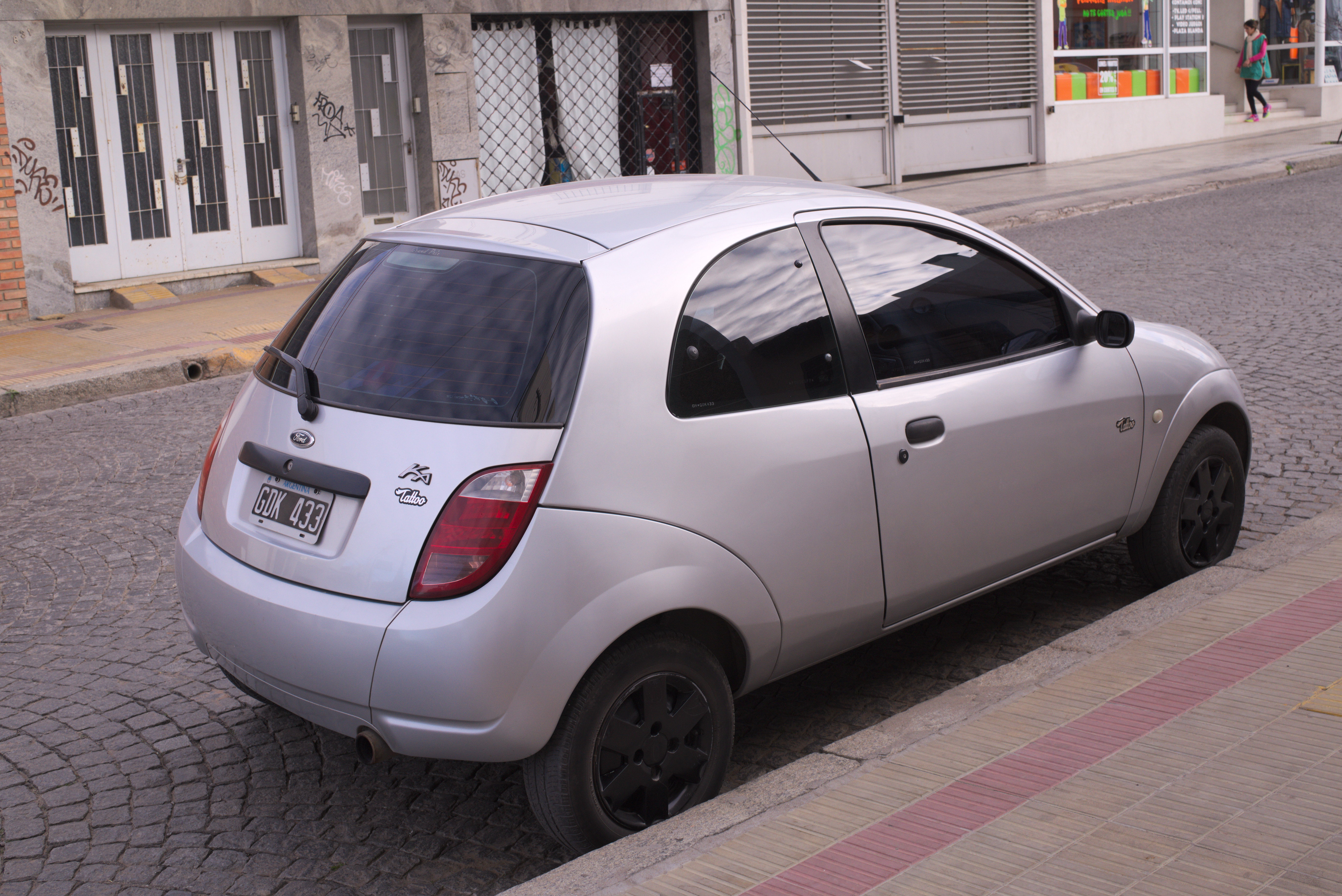
Ford Ka (Mercado Brasileño)

## Segunda generación (2008-2016)

### América
La subsidiaria brasileña de Ford desarrolló una nueva generación del Ka, que se comenzó a fabricar a principios de 2008 y se vendió en América del Sur desde mediados de 2008. Esta versión fue una reinterpretación de la primera generación, la cual si bien fue proyectada sobre la plataforma del modelo anterior y conservaba rasgos de diseño desde el pilar A al B, su frontal fue rediseñado dándole un aspecto más alargado, a la vez de que su voladizo trasero fue ampliamente reformulado.
Para aumentar el espacio en las plazas traseras y poder acomodar un quinto pasajero, el techo del Ka tiene una caída menos pronunciada, una luneta trasera mucho más vertical y un voladizo trasero mayor. Debido a sus nuevas dimensiones, el Ka pasó a posicionarse en el segmento B, de la misma manera que sus rivales directos Chevrolet Celta, Fiat Uno, Fiat Palio Fire, Peugeot 206, Renault Clio y Volkswagen Gol IV, contra los cuales ya competía en precio.
El Ka se ofrece únicamente con carrocería hatchback de tres puertas, y con los mismos motores Zetec RoCam de 1.0 y 1.6 litros de cilindrada. En Brasil, ambos pueden funcionar con gasolina y etanol en cualquier mezcla; desarrollan respectivamente 70/73 CV y 102/110 CV (gasolina y etanol).
Su producción se llevó a cabo en paralelo a una segunda generación del Ford Ka, proyectada y fabricada en Europa en colaboración con Fiat y que a su vez nada tenía que ver con este modelo fabricado exclusivamente para el mercado sudamericano. Tras 8 años de producción, la misma fue finalmente detenida en 2016, dando paso a la tercera generación de Ka, la cual volvía a ser la misma que se comercializó en el mercado europeo.

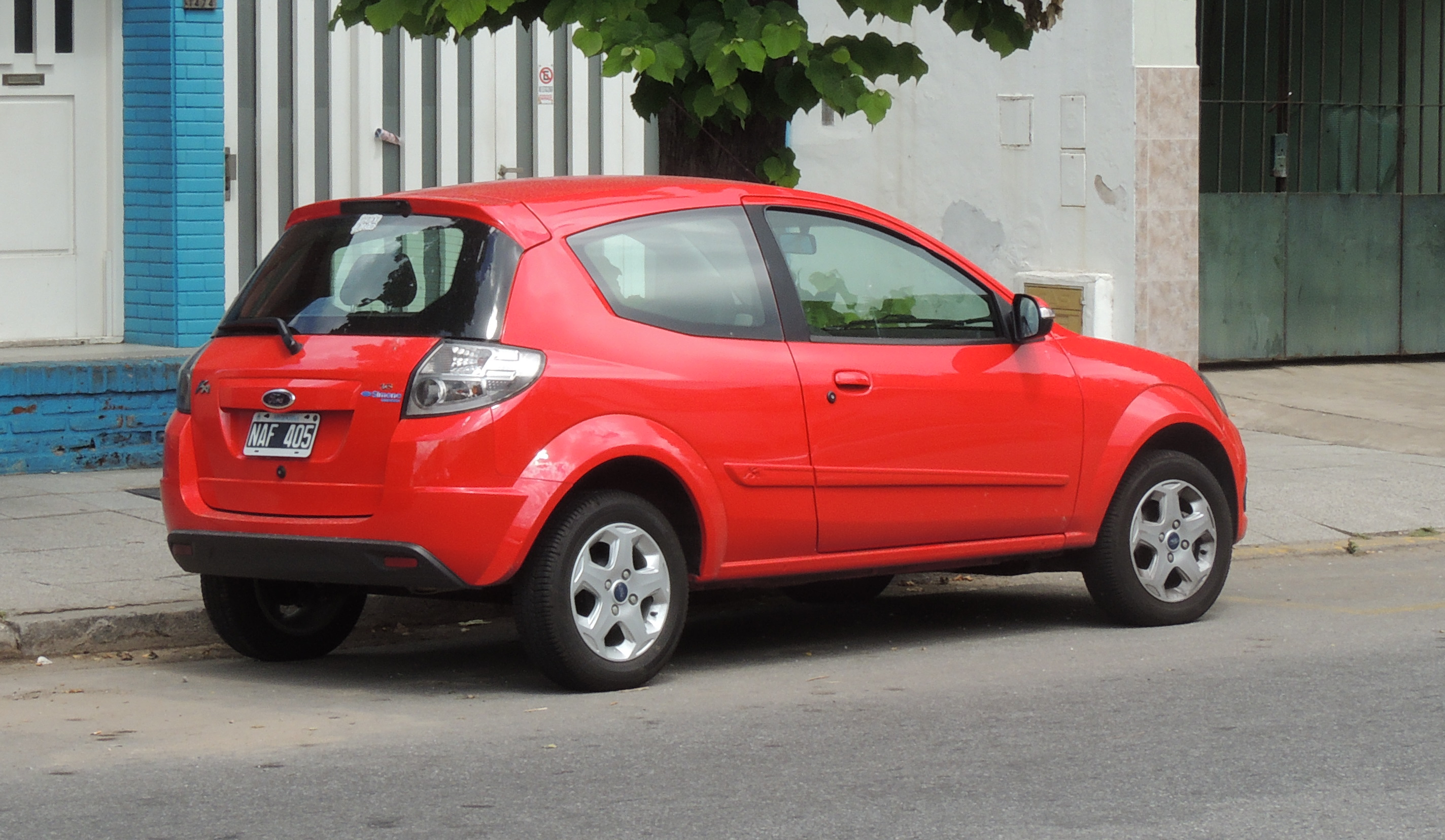
Ford Ka America vista posterior

### Europa
En Europa, la filial de Ford arribó a un acuerdo con Fiat, para desarrollar una segunda generación del Ford Ka para ese continente, proyectado a partir de una plataforma compartida con el Fiat 500. El resultado de esta colaboración, se presentó oficialmente en el Salón del Automóvil de París de 2008 y se comenzó a vender en el tercer trimestre de ese año. Se fabricó en la planta polaca Fiat Tychy, al igual que el Fiat 500 con el cual comparte la Plataforma Mini Global Modular Architecture de Fiat. Además de su plataforma, ambos coches compartieron su gama de motores: un motor FIRE de gasolina de 1.2 litros de 69 CV y un motor JTD diésel MultiJet de 1.3 litros de 75 CV.
El nuevo Ka es algo más corto y alto que su antecesor. Su diseño se asemeja al del Ford Fiesta de ese mismo año. Sin embargo, a diferencia de los otros modelos de Ford que llevan el diseño Kinetic, el Ka carece de parrilla, por lo cual la única abertura frontal se ubica en el paragolpes, por debajo de la altura de los faros delanteros.
Su producción se llevó a cabo en paralelo a una segunda generación del Ford Ka, proyectada y fabricada en Sudamérica, la cual nada tenía que ver con este modelo fabricado exclusivamente para el mercado europeo. Tras 8 años de producción, la misma fue finalmente detenida en 2016, dando paso a la tercera generación de Ka, la cual volvía a ser la misma que se comercializó en el mercado sudamericano.

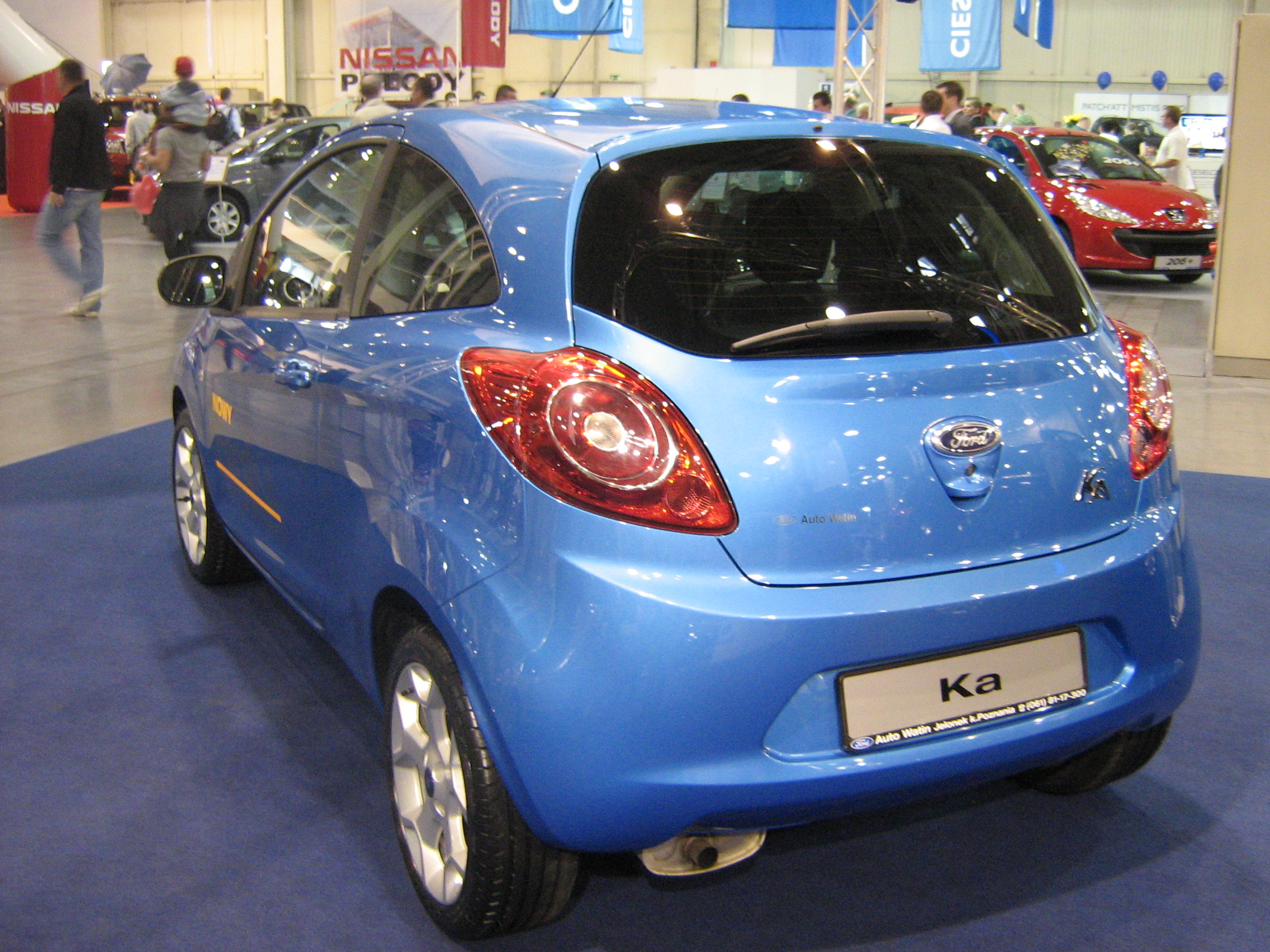
Ford Ka vista posterior

## Tercera generación (2014-2021)
Desarrollado por Ford Brasil, el Ford Ka Concept se presentó en noviembre de 2013. La versión de producción de este nuevo Ford Ka apareció en julio de 2014, en estilos de carrocería hatchback y sedán, siendo las primeras unidades lanzadas en Brasil en septiembre y octubre de 2014 respectivamente. El siguiente mercado donde se lanzó fue India, donde el sedán hizo su debut como el nuevo Ford Figo Aspire, en agosto de 2015, mientras que el hatchback llegó un mes después. Finalmente, fue lanzado en Europa como Ka+, en junio de 2016.
El nuevo modelo se basó en la plataforma global B de Ford, compartiendo la misma con el Ford Fiesta KD y adoptando la corriente de diseño Kinetic 2.0 de Ford. A diferencia de las generaciones anteriores, el hatchback es un modelo de cinco puertas y es 266 mm (10,5 pulgadas) más largo que el modelo europeo anterior, con la distancia entre ejes aumentada en 190 mm (7,5 pulgadas). Por otra parte, la versión sedán de cuatro puertas resultó una novedad (en las anteriores generaciones no se ofrecía) y tiene la misma distancia entre ejes que el hatchback, pero con dos variantes de longitud: la más larga ofrecida en Brasil y denominada Ka+, que mide 4.254 mm (167,5 pulgadas) y una más corta exclusivamente en India (denominada Figo Aspire), que mide 3.995 mm (157,3 pulgadas).
Esta tercera generación del Ford Ka ya sí se diseña completamente bajo el concepto Kinetic, con unas líneas menos suaves y con la característica parrilla trapezoidal. Forma parte de un proyecto global de Ford y en realidad no es un Ka, sino un Ford Figo, nombre que ya se venía usando en la India para el Ford Fiesta Max o tres volúmenes. Ya no tiene tres puertas y sólo viene en versión cuatro y cinco puertas. La versión de cuatro puertas se llamó Ka + o Ka Plus.
El Ka+ se fabrica con carrocería de 5 puertas para el mercado europeo y con carrocería sedan de 4 puertas para el mercado latinoamericano, con la denominación de Figo, y para el mercado asiático, denominado Aspire. Además, a partir de 2018 se cuenta con una versión de estilo crossover.
En Europa, el Ka+ cuenta con motores de 1.19 litros de 70 CV, en la versión Essential, y 85 CV, en el resto; y en América con motores de 1.5 litros de 123 CV.
En Europa el Ford Ka, en todas sus versiones, dejó de fabricarse en 2021.

### Seguridad
El Ka de tercera generación en su versión Latinoamericana más básica recibió una calificación de 0 estrellas de Latin NCAP en 2020 (similar a Euro NCAP 2014).

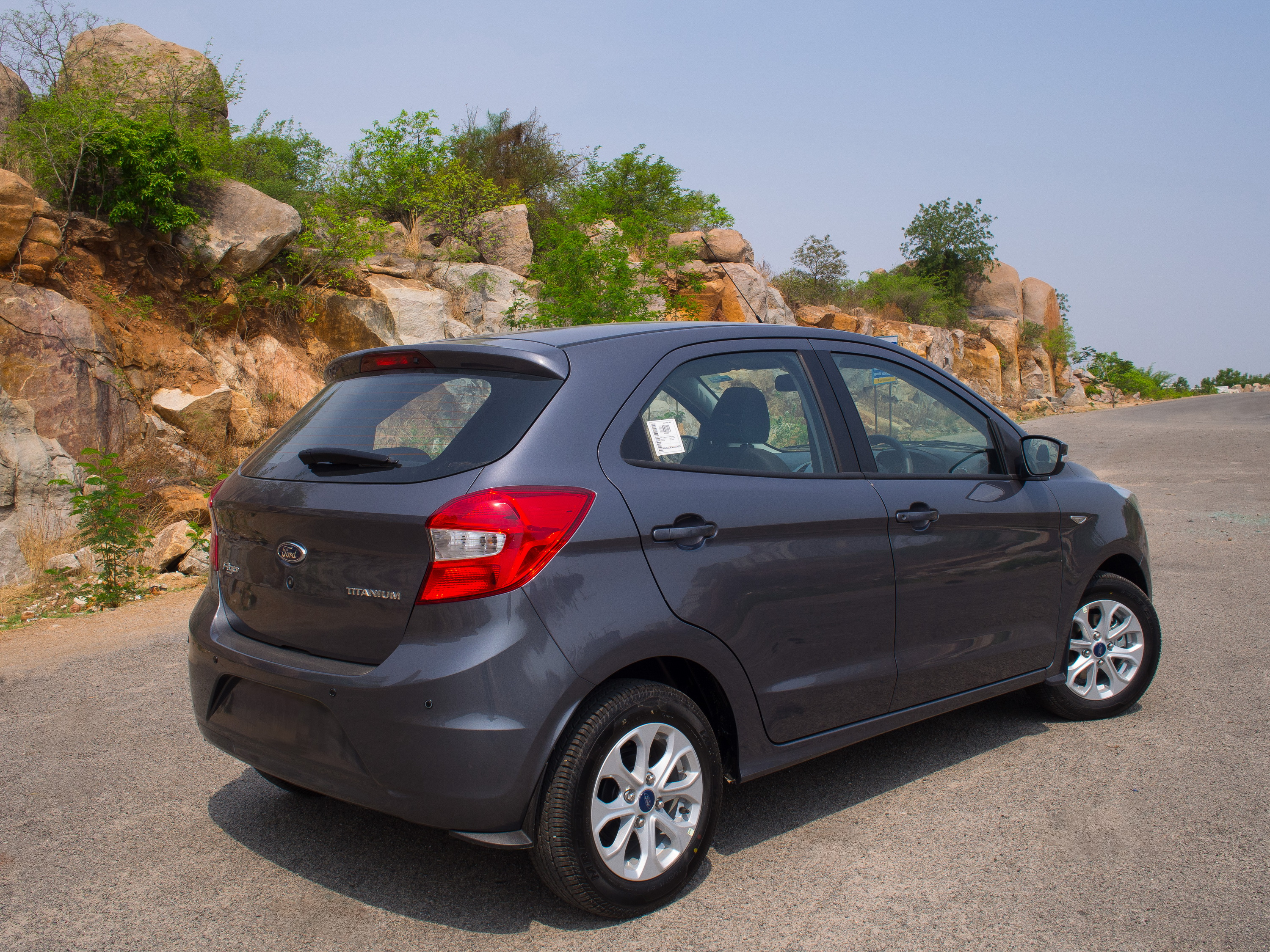
Parte trasera (Europa)
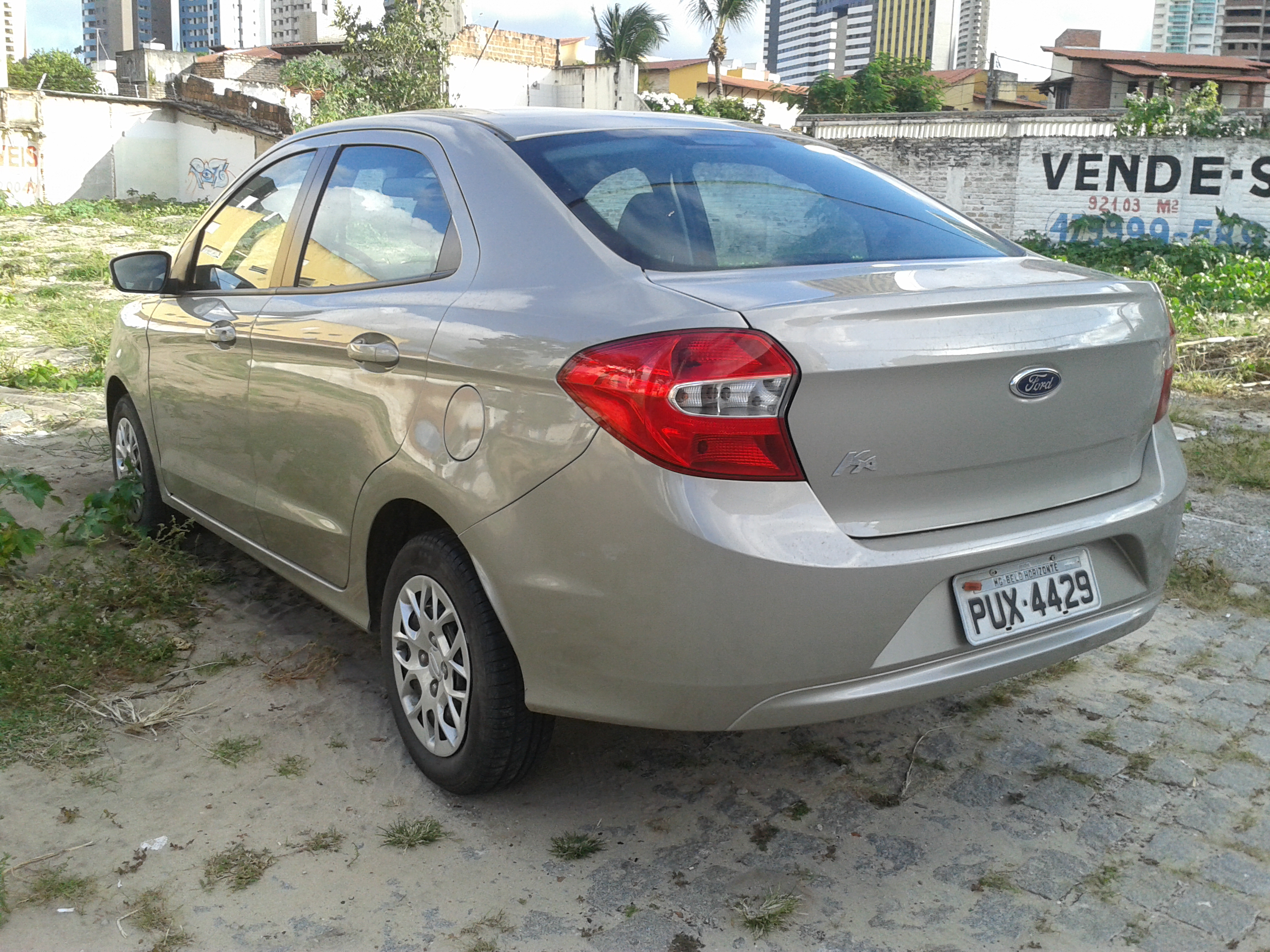
Parte trasera (Latinoamérica)
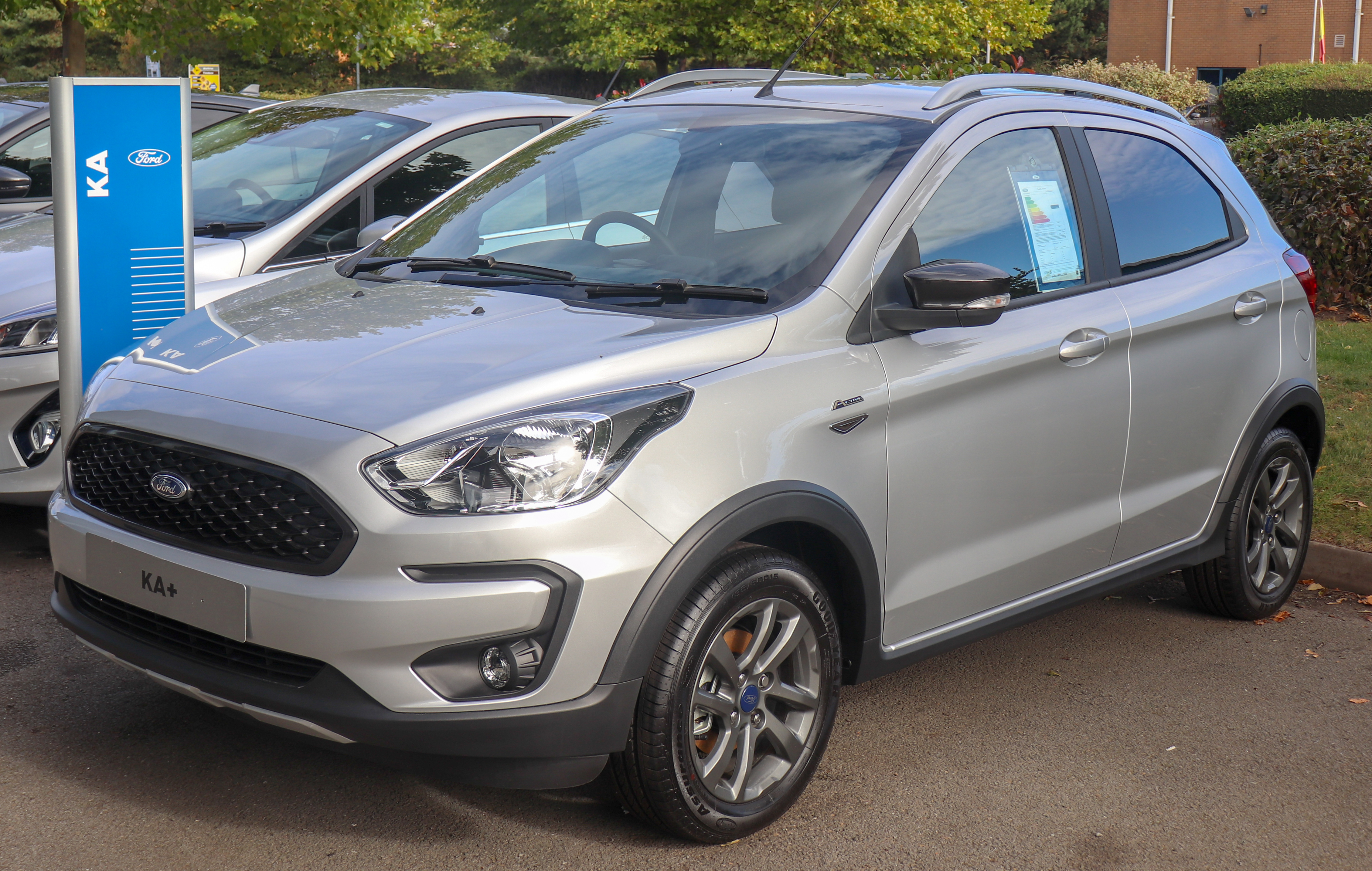
Ford Ka+ Active